# 公用程式
实用程序（英語：Utility software），又譯為工具程式，是用于帮助分析、配置、优化、维护计算机的系统软件。

## 实用程序分类
- 杀毒软件实用程序用于扫描计算机病毒
- 文件归档器在提供一组文件或一个文件夹后输出流或单个文件。归档实用程序与归档套件不同，通常不包括压缩或加密功能。有些归档实用程序可能有一个单独的工具进行反向操作。
- 备份软件（英语：Backup software）可以复制硬盘上存储的所有信息，并可以选择文件（如意外删除）或全部恢复（如发生硬盘故障）。
- 剪贴板管理器（英语：Clipboard manager）扩充剪贴板的功能。
- 文件系统级加密加密/解密流或文件。
- 数据压缩实用程序在提供文件或流后输出更小的文件或更短的流。
- 数据同步实用程序保持从源到目标数据之间的一致性。此工具有以下几个分支：
  - 檔案同步实用程序维持两个源之间的一致性。它们可以被用来建立备份副本，但也可以用来帮助用户在移动设备上携带数字音乐，照片和视频。
  - 版本控制实用程序用于处理多个用户修改同一文件。
  - 调试工具实用程序用于测试并调试其他程序，主要用于解决程序错误。
- 磁盘检查程序（英语：Disk checker）可以扫描硬盘驱动器。
- 磁盘清理程序（英语：Disk cleaner）可以找到系统不需要或占用过多空间的文件。
- 磁盘压缩实用程序可以压缩/解压磁盘内容，增加可用空间。
- 磁盘碎片整理程序可以检测到内容被分割到磁盘上多个位置的電腦檔案，并将文件各部分移到一处以提高性能。
- 硬盘分区实用程序可以把一个驱动器分成多个逻辑驱动器，每个逻辑驱动器有自己的文件系统。
- 磁盘空间分析器（英语：Disk space analyzer）通过获取文件、文件夹的大小直观地显示磁盘空间使用情况。
- 碟盤存儲实用工具。
- 檔案管理器提供便捷的执行文件管理任务的方式。
- 十六进制编辑器直接更改文本或数据、程序等文件。
- 内存测试器（英语：Memory tester）检查内存错误。
- 网络实用程序（英语：Network utility）分析计算机的网络连接，配置网络设置，检查数据传输或日记事件。
- 软件包管理实用程序用于配置、安装或更新计算机上的其他软件。
- 注册表清理器分析并清理注册表无用的键值。
- 屏幕保护程序原本通過將畫面空白，或在畫面上填滿移動的影像，避免電腦阴极射线管顯示器在靜止的情況下產生磷質烙印，從而減低其壽命。現在，螢幕保護裝置被用作娛樂或保安用途。
- 系统监视器监测资源和性能。
- 系统分析器（英语：System profiler）提供有关连接到计算机上的硬件和安装的软件的详细信息。